# Pfedelbach
Pfedelbach è un comune tedesco di 8 895 abitanti, situato nel land del Baden-Württemberg.